# Kori di Kutch
Il kori  è stata fino al 1947 la valuta di Kutch,  un distretto del Gujarat, nell'India nord-occidentale, ai confini con il Pakistan.
Il kori era d'argento e circolava sia nel distretto di Kluth che nella penisola di Kathiawar.
Le prime coniazioni risalgono al XVIII secolo e le ultime monete in questa denominazione furono quelle d'argento da 5 kori del 1947.
Era suddiviso in 24 dokda (singulare dokdo), ognuno di 2 trambiyo.
1 kori = 2 adhio = 4 payala = 8 dhabu = 16 dhinglo = 24 dokda = 48 trambiyo.
Furono emesse solo monete. Le monete presentano solo testo nei vari alfabeti usati nell'area.
Il kori fu sostituito dalla rupia indiana con un tasso di 1 rupia = 3½ kori.

## Etimologia
Il nome viene dal sanscrito kumari, figlia.